# Glogau-Baruther Urstromtal

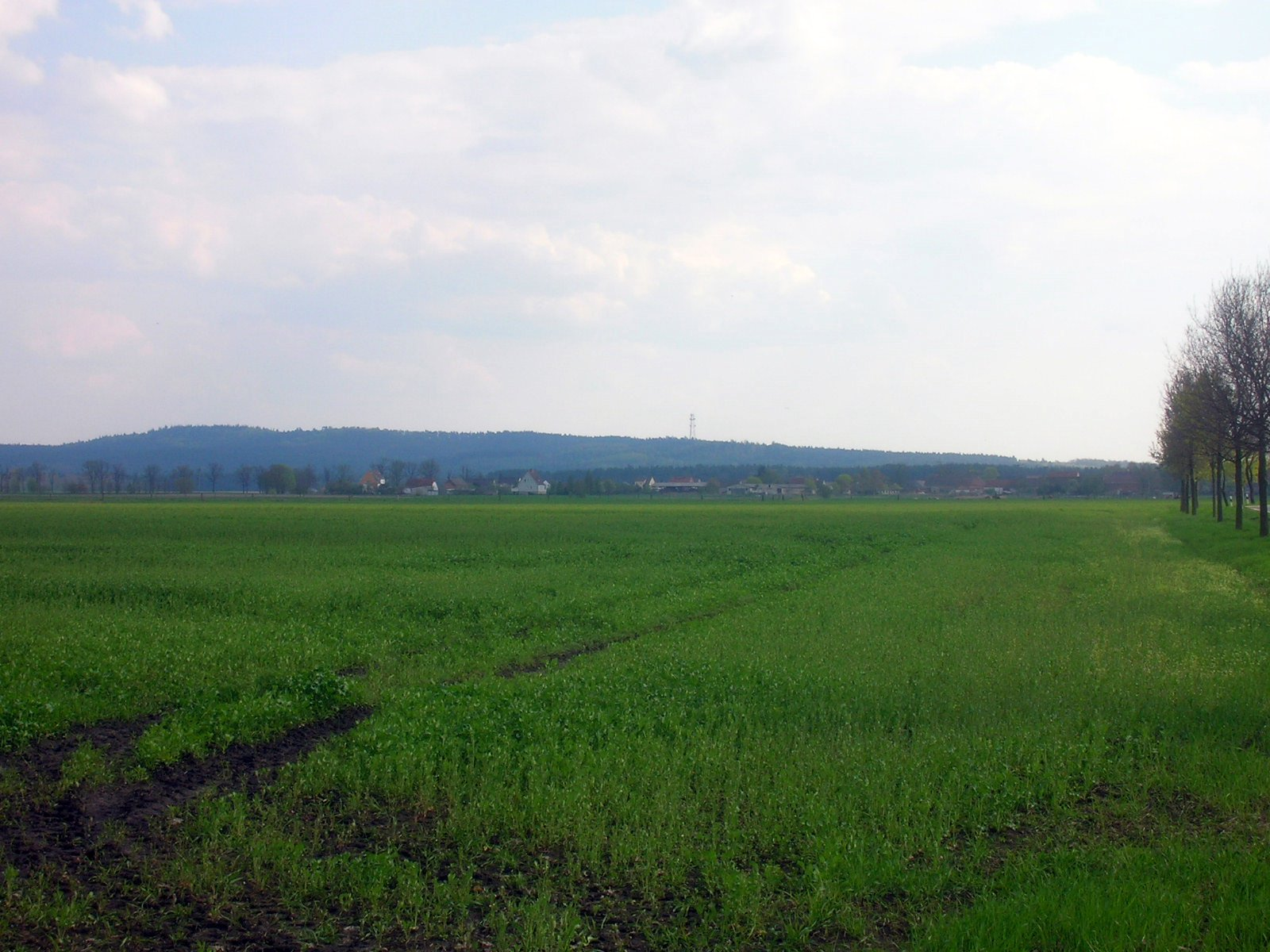
Blick über das Baruther Urstromtal auf den Golmberg im Niederen Fläming

Das Glogau-Baruther Urstromtal, in Deutschland meist kurz als Baruther Urstromtal bezeichnet, entstand vor etwa 21.000 Jahren als Abflussbahn von Schmelzwässern während der maximalen Ausdehnung des weichselzeitlichen Inlandeises. Es ist damit das südlichste und älteste der drei großen weichselzeitlichen Urstromtäler in Brandenburg.

## Verlauf

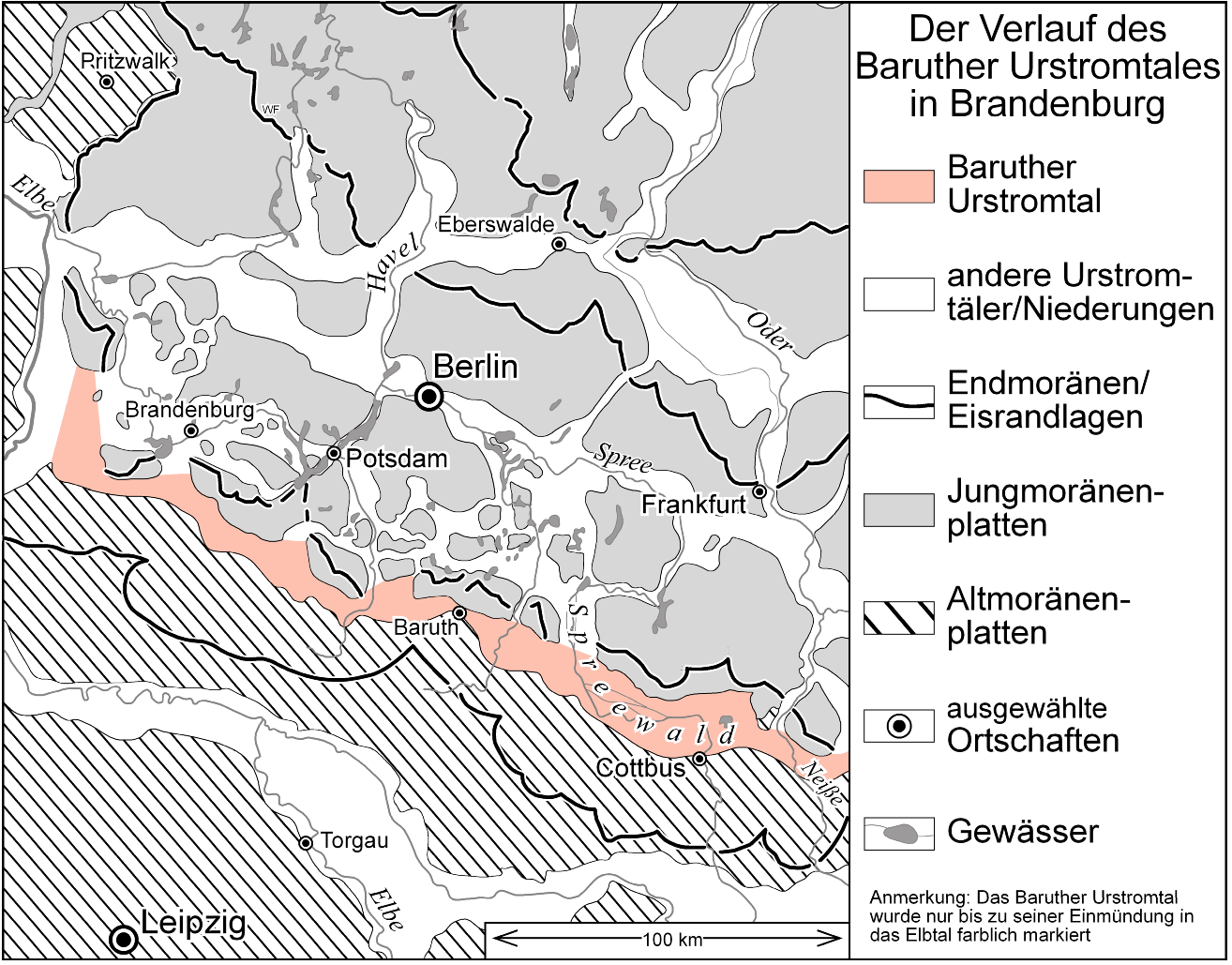
Der Verlauf des Baruther Urstromtales in Brandenburg

Das Glogau-Baruther Urstromtal zieht sich von der polnischen Stadt Głogów (dt. Glogau), von der Einmündung des Flusses Barycz in die Oder in westnordwestlicher Richtung südlich von Krosno Odrzańskie (Krossen an der Oder) und Zielona Góra (Grünberg), nördlich von Forst und Cottbus, den Oberspreewald, über Baruth/Mark und Luckenwalde, südlich von Brandenburg an der Havel über Genthin bis Tangermünde an die Elbe. Ab der Einmündung der Elbe in das Baruther Urstromtal westlich von Genthin bis zur Elbmündung bei Cuxhaven spricht man vom Elbe-Urstromtal. Während sich südlich des Tales das von der Saaleeiszeit geprägte Altmoränenland befindet, schließt sich nach Norden das frische Jungmoränenland an, welches dem Eis bzw. den Schmelzwässern der Weichseleiszeit seine Entstehung verdankt. An vielen Stellen bilden gemäß der Glazialen Serie Sander die Nordbegrenzung des Tales (Lieberoser Heide, Brandsander, Baruther Heide, Zauchesander u. a.). Die Sander werden im Norden von den Endmoränen der Brandenburger Eisrandlage begrenzt.

## Landschaftsbild

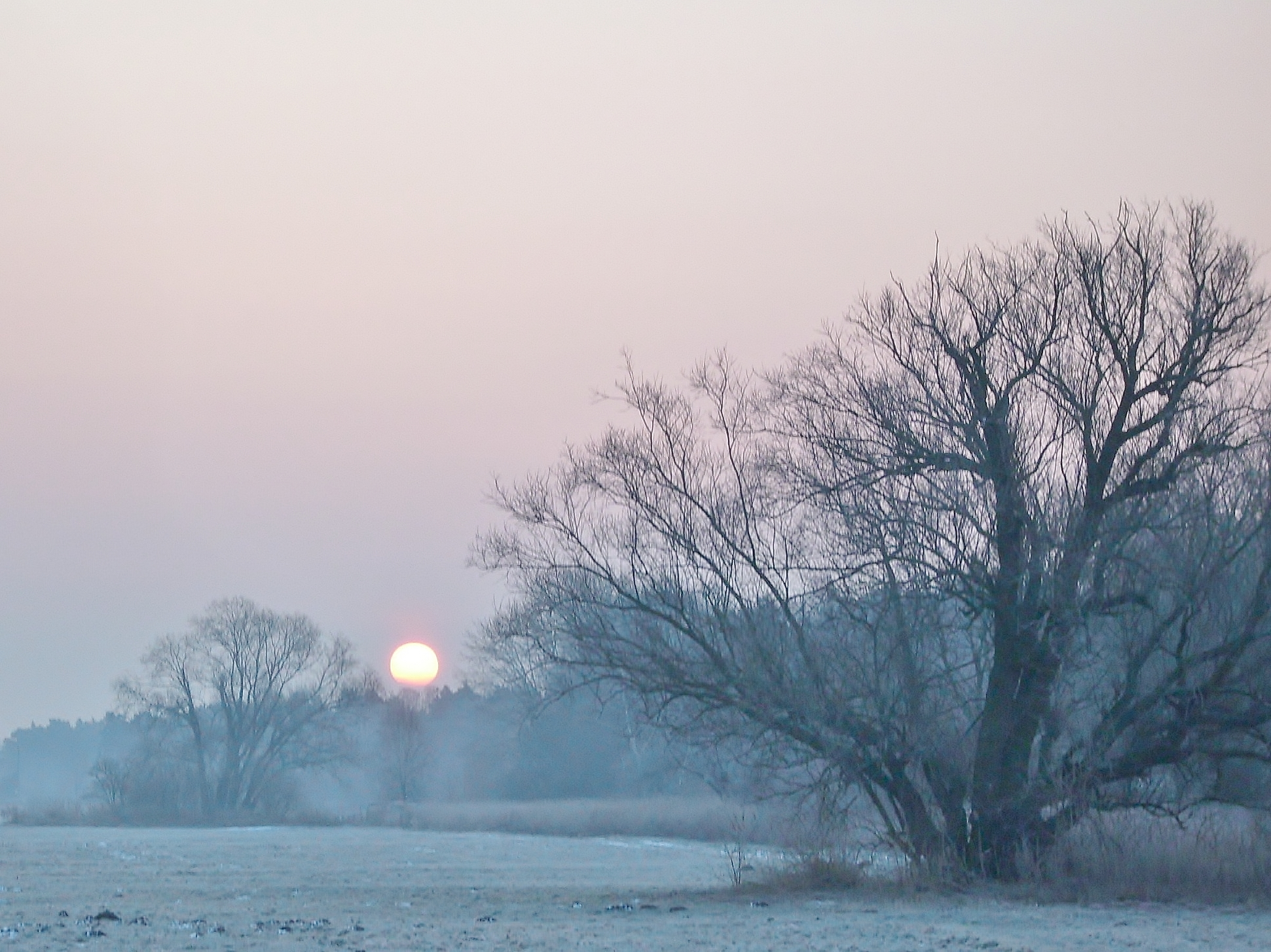
Baruther Urstromtal am Morgen

Das Baruther Urstromtal besitzt typischerweise eine nahezu tischebene Sohle mit einer stark schwankenden Breite zwischen 2 und 20 km. Nur stellenweise, wie zwischen Baruth und Luckenwalde sind höhere Urstromtalterrassen erhalten. Die Talhänge hingegen sind nur wenige Meter bis wenige dutzend Meter hoch. Der Talboden bestand ursprünglich aus Schmelzwassersand. Jedoch wurden durch (periglaziale) Vorgänge ausgedehnte Dünenfelder im Baruther Urstromtal aufgeweht (z. B. bei Horstwalde), die das eintönige Relief merklich beleben. Als nacheiszeitliche Bildung sind vor allem die großflächigen Moore von Bedeutung. Sie prägen über weite Strecken den Charakter des Urstromtales als Feuchtgebiet. Bei niedrigem Grundwasserstand (z. B. nordwestlich von Baruth/Mark) dominieren aber trockene Kiefernforsten. Westlich der Lausitzer Neiße ist das natürliche Landschaftsbild durch die Tagebaue Jänschwalde und Cottbus-Nord weitgehend zerstört. Heute tritt erst ab dem Spreewald der typische Charakter des Urstromtales hervor.

## Besonderheiten
Das Baruther Urstromtal fiel wahrscheinlich schon nach wenigen hundert oder tausend Jahren trocken, als das Inlandeis nach Norden zurückschmolz und tief liegendes Gebiet frei gab. Dieses zog die Schmelzwässer schnell an sich. Deshalb besitzt das Baruther Urstromtal an mehreren Stellen Durchlässe nach Norden bzw. Nordwesten. Es gibt daher zwischen dem Baruther Urstromtal im Süden und dem Berliner Urstromtal im Norden zahlreiche kleinere „urstromtalartige“ Abflusswege, die sogenannten Urstromtalungen, die sicher nur kurzzeitig von Schmelzwässern durchflossen wurden, als das Berliner Urstromtal noch nicht vollständig in Betrieb war. Die inselartig aus den Urstromtalungen herausragenden Gebiete werden als Platten bezeichnet.

## Flüsse im Urstromtal

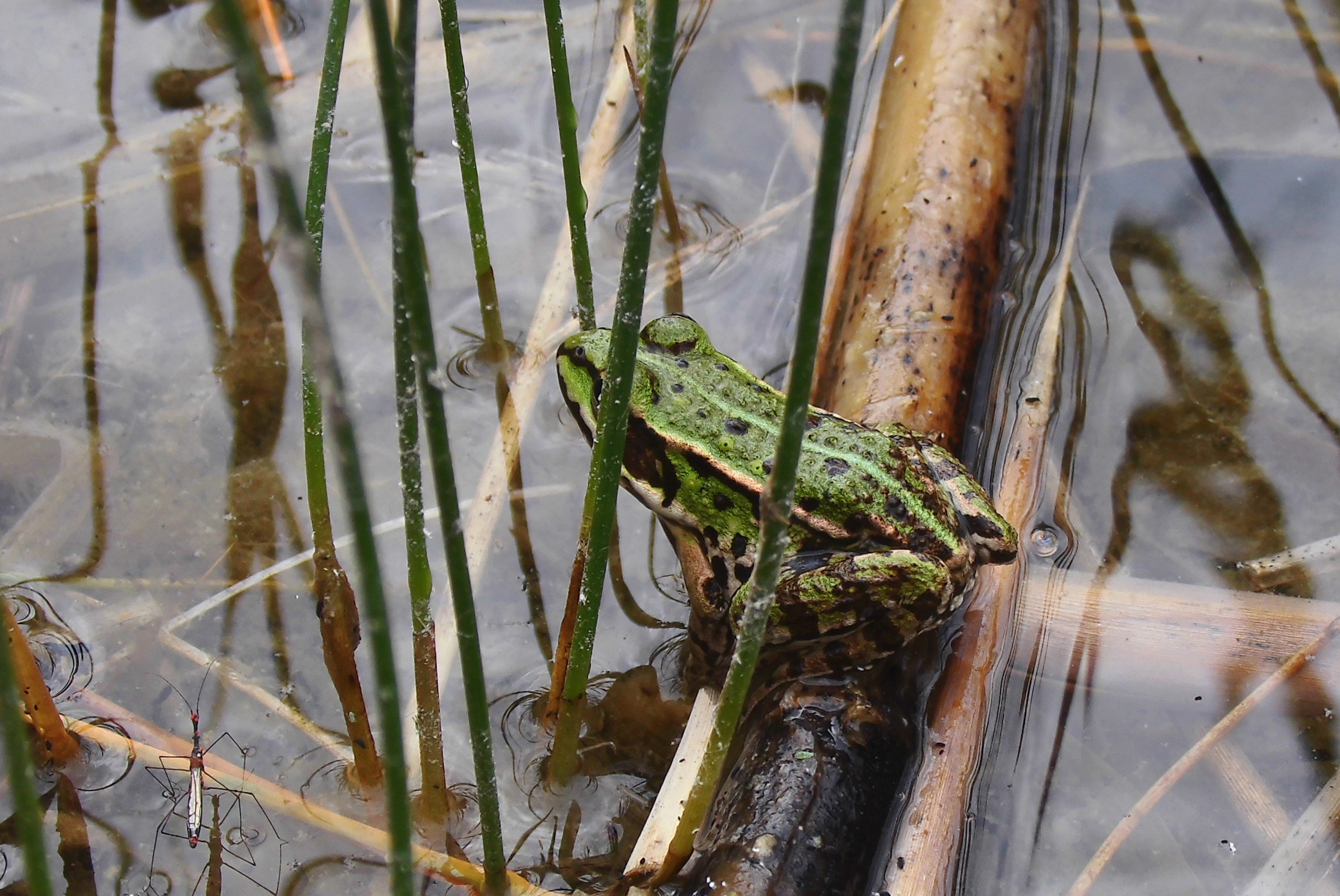

Das Glogau-Baruther Urstromtal benutzen von Ost nach West folgende Flüsse:
- Barycz (deutsch Bartsch), Nebenfluss der Oder
- Oder
- Bober, Nebenfluss der Oder
- Lausitzer Neiße, Nebenfluss der Oder
- Spree, Nebenfluss der Havel
- Dahme, Nebenfluss der Spree
- Nuthe, Nebenfluss der Havel
- Plane, Nebenfluss der Havel
- Temnitz, Nebenfluss der Plane
- Buckau, Nebenfluss der Havel

Da die Landschaft nördlich des Baruther Urstromtales meist tiefer liegt als das Urstromtal selbst, verlassen die meisten Flüsse das Glogau-Baruther Urstromtal bereits nach kurzer Laufstrecke wieder nach Norden. Erst die Elbe folgt dem Urstromtal über einen längeren Weg.

## Landschaften innerhalb des Baruther Urstromtales
Abschnitte des Baruther Urstromtales tragen in Brandenburg und Sachsen-Anhalt zum Teil eigene, historisch gewachsene Landschaftsnamen:
- Der Oberspreewald
- Die Bezeichnung Baruther Urstromtal ist vor allem in dem Abschnitt zwischen Lübben über Baruth bis Luckenwalde populär und dort inzwischen Allgemeingut (siehe Gemeinde Nuthe-Urstromtal). In diesem Abschnitt liegen auch die Flemmingwiesen.
- Die Belziger Landschaftswiesen
- Das Freie Havelbruch
- Das Fiener Bruch
- Die Bücknitzer Heide